# Panarabische Spiele 2004/Badminton
Bei den Panarabischen Spielen 2004 wurden vom 26. September bis zum 4. Oktober 2004 in El Biar sieben Badmintonwettbewerbe ausgetragen.

## Sieger und Platzierte
| Disziplin    | Gold                                                                 | Silber                                                         | Bronze                                                                           |
| ------------ | -------------------------------------------------------------------- | -------------------------------------------------------------- | -------------------------------------------------------------------------------- |
| Herreneinzel | Tareq Shalhoum                                                       | Tariq Mansour Elfawair                                         | Bassel Al-Dora                                                                   |
| Herreneinzel | Tareq Shalhoum                                                       | Tariq Mansour Elfawair                                         | Kareem Shedeed                                                                   |
| Dameneinzel  | Hadil Kareem                                                         | Razane Kaled Alkhalife                                         | Iva Vrova Al-Katrib                                                              |
| Dameneinzel  | Hadil Kareem                                                         | Razane Kaled Alkhalife                                         | Hadia Hosny                                                                      |
| Herrendoppel | Karim Rezig Zeradine Ammar                                           | Tariq Mansour Elfawair Rami Al-Sheikh                          | Saleh Mehdi Wisam Salah                                                          |
| Herrendoppel | Karim Rezig Zeradine Ammar                                           | Tariq Mansour Elfawair Rami Al-Sheikh                          | Yehya Aldel Kader Tamar Raafat                                                   |
| Damendoppel  | Iva Vrova Al-Katrib Hadil Kareem                                     | Razane Kaled Alkhalife Rawan Ghazi                             | Dina Nagy Sandy Nagy                                                             |
| Damendoppel  | Iva Vrova Al-Katrib Hadil Kareem                                     | Razane Kaled Alkhalife Rawan Ghazi                             | Malika Menaceri Sara Naidji                                                      |
| Mixed        | Bassel Al-Dora Iva Vrova Al-Katrib                                   | Zeradine Ammar Malika Menaceri                                 | Kareem Shedeed Alaa Youssef                                                      |
| Mixed        | Bassel Al-Dora Iva Vrova Al-Katrib                                   | Zeradine Ammar Malika Menaceri                                 | Saleh Mehdi Etihad Kamel                                                         |
| Herrenteam   | Syrien Tareq Shalhoum Bassel Al-Dora Nawras Abdul Wahid Hayel Kareem | Algerien Karim Rezig Zeradine Ammar Kamel Haroun Salim Belmahi | Jordanien Tariq Mansour Elfawair Rami Al-Sheikh Omar Hani Bani Muntaser Elnabani |
| Damenteam    | Ägypten Alaa Youssef Sandy Nagy Hadia Hosny Dina Nagy                | Syrien Iva Vrova Al-Katrib Hadil Kareem Bushra Muhawesh        | Jordanien Razane Kaled Alkhalife Rawan Ghazi Dina Abu Zaid Najwa Al-Turk         |